# Natal'ja Michajlovna Gončarova
Natal'ja Michailojvna Gončarova (in russo Наталья Михайловна Гончарова?; Voronež, 29 gennaio 1989) è una tuffatrice russa.

## Biografia
Ha rappresentato la Russia ai Giochi olimpici estivi di Atene 2004 dove, in coppia con la connazionale Julija Koltunova, ha vinto la medaglia d'argento nel concorso dei tuffi dalla  piattaforma 10m sincro.
Si è qualificata alle olimpiadi di Pechino 2008 nel concorso della piattaforma 10 metri individuale dove ha ottenuto il ventottesimo posto, nella gara vinta da Chen Ruolin.

## Palmarès
- Giochi Olimpici

Atene 2004: argento  nella piattaforma 10m sincro.
- Campionati europei di tuffi

Rostock 2013: oro nella piattaforma 10 m sincro